# Píndola anticonceptiva
Els contraceptius o anticonceptius orals, més àmpliament coneguts com a píndola/píl·lola contraceptiva o anticonceptiva o, simplement, la píndola, és un mètode contraceptiu (o anticonceptiu o anticoncepcional) femení que consta d'una pastilla que conté hormones sexuals femenines, que s'administra per via oral i impedeix que l'ovari produeixi òvuls. La seva eficàcia depèn dels estudis realitzats, i pot oscil·lar entre els 0,3 i els 8 embarassos/dona/any.
Les píndoles anticonceptives no protegeixen contra les malalties de transmissió sexual com el VIH (SIDA), clamídia, herpes genital, condiloma acuminat, gonorrea, hepatitis B o sífilis). Si es desitja una protecció contra les infeccions de transmissió sexual, és necessari utilitzar el condó o el preservatiu femení.

## Descripció

### Composició
Hi ha diversos tipus de píndola anticonceptiva en composició variada d'estrògens i/o progestàgens:
- Estrògens: etinilestradiol, mestranol
- Progestàgens: noretindrona o noretisterona, linosterol, norgestrel, etonogestrel. O els més recents: desogestrel, gestoden, norgestimat, drospirenona, nomegestrol.

### Presentació
Solen anar en tauletes de 28 píndoles, de les quals 21 contenen dosi d'hormones i les altres 7 són placebo, o bé directament en tauletes de 21 píndoles, i llavors no es pren res durant una setmana. És indispensable prendre una pastilla diària, es tinguin o no relacions sexuals el dia en qüestió. Encara que la tauleta sigui de 21 comprimits, durant la setmana de pausa entre una i l'altra la dona continua estant protegida contra l'embaràs. També existeix la minipíndola, que es pot prendre durant la lactància. Pròximament, hi haurà píndoles que permetran fer pauses cada tres envasos o un cop l'any i sagnar cada tres mesos o un cop l'any, sense que això en perjudiqui la salut ni la fertilitat.
Les píndoles contraceptives prevenint l'ovulació i si ja ha ocorregut, impedint l'adhesió del zigot a l'úter o la continuació de l'embaràs.,

## Importància social
La píndola anticonceptiva va ser el primer contraceptiu femení i va suposar, a la seva aparició, als anys 60 del segle xx, la llibertat sexual de les dones, que ja no havien de tenir por de quedar embarassades a cada cop que mantenien relacions sexuals. Això va representar una autèntica revolució sexual, tant en homes com a dones, més en una època a la qual encara no es coneixia la sida.
La societat va poder per primer cop permetre's separar el sexe de la procreació. Lògicament, l'Església i les entitats masclistes més conservadores (a Espanya el govern franquista) s'hi van declarar contraris. Per a les dones va ser especialment important, ja que la por a un embaràs o a un avortament, amb possibles greus riscos per a la seva vida en ambdós casos, sovint no les permetia fins aleshores ni plantejar-se el plaer sexual, que fins al moment havia quedat com una exigència exclusivament masculina. Els homes van gaudir també així de més relacions sexuals i més plaentes, a més de la llibertat. Va néixer el concepte de planificació familiar, a partir d'aleshores les parelles podien decidir quants fills volien i quan no en volien. Les famílies nombroses a causa de fills no desitjats era una causa important, i ho és encara al Tercer Món, de pobresa i misèria.
Més tard van aparèixer altres mètodes anticonceptius, hormonals i de barrera, femenins i més còmodes i eficaços a la pràctica, com el DIU, l'anella vaginal, l'implant subcutani, l'anticonceptiu injectable o el pegat hormonal, que les permetrien deixar de pensar cada dia a prendre la píndola. I també la píndola de l'endemà, per a casos d'emergència. Fins a la seva aparició, moltes dones prenien una dosi doble de píndola anticonceptiva clàssica com a píndola d'emergència, un mètode menys eficaç. Al segle xxi, la píndola anticonceptiva femenina clàssica resta un dels mètodes anticonceptius més utilitzats, sovint per tradició o manca de coneixement d'altres mètodes. El predomini del seu ús, però varia segons les edats i les cultures, per exemple, un quart de dones en edat fèrtil al Regne Unit la prenen, però només un 1% al Japó.

## Eficàcia
L'eficàcia de la píndola, com de la majoria de les formes d'anticoncepció, pot avaluar-se de dues maneres. Ús perfecte on les taxes d'eficàcia del mètode només inclouen les persones que prenen les píndoles correctament. L'ús real o típic on les taxes d'ús són l'eficàcia de totes les usuàries de píndoles, incloses les que prenen les pastilles de forma incorrecta. Les taxes són generalment presentades durant el primer any d'ús. En general l'índex de Pearl s'utilitza per calcular les taxes d'eficàcia, però alguns estudis utilitzen taules de decrement. La taxa d'embaràs entre per un ús real varia en funció de la població que s'està estudiant, que van des del 2 al 8% per any. La taxa d'ús d'embaràs en un ús perfecte és del 0,3% per any.
La seva efectivitat es redueix considerablement si la dona oblida prendre la pastilla, o si aquesta no pot fer efecte a causa de vòmits, diarrea o altres trastorns gastrointestinals, patits, per exemple, al transcurs d'una malaltia, un o dos dies en un mes, i sempre es considera completament ineficaç si es deixa de prendre durant més dies. Davant l'oblit de prendre una píndola, cal prendre-la de tota manera de seguida en adonar-se, però si ja han passat més de 12 hores, la seguretat contraceptiva no es garanteix. En aquest segon cas cal continuar prenent totes les píndoles de l'envàs, però, durant els set dies següents, o bé no tenir relacions sexuals amb penetració o bé tenir-les utilitzar el preservatiu femení o masculí.
També pot veure's reduïda la seva eficàcia si es pren simultàniament amb certs medicaments, com barbitúrics (fenobarbital), alguns antibiòtics (amoxicil·lina, rifampicina, rifabutina, griseofulvina, eritromicina, tetraclicina), alguns antiepilèptics (topiramat, felbamat, enitoïna, carbamacepina, primidona, oxcarbazepina, etosuximida), algunes substàncies per a augmentar l'estat d'ànim (com el modafinil), alguns tractaments contra infeccions causades per virus, i concretament contra el VIH, com el ritonavir, el nelfinavir o la nevirapina, amb qualsevol antiàcid o amb lansoprazol. Per això convé advertir al metge i al farmacèutic que es prenen anticonceptius sempre que parlin de medicaments, i utilitzar un altre mètode contraceptiu, a més de la píndola, en cas que s'hagi de prendre algun d'aquests medicaments o certes infusions o extractes de plantes, com per exemple l'herba de Sant Joan (Hypericum perforatum). Aquesta herba inhibeix durant dues setmanes l'efecte de la píndola.
Si una dona pren la píndola anticonceptiva de només progestàgens (és a dir, de la marca comercial Cerazette®) i oblida una sola dosi o l'ha pres amb més de 12 hores de retard, i ha tingut relacions sexuals sense condó o altra barrera física abans d'haver pres correctament 2 píndoles més; cal que prengui la píndola d'emergència o de l'endemà. Si pren píndoles anticonceptives d'una altra marca la dona haurà de recórrer a la píndola d'emergència si oblida 2 o més píndoles en els 7 primers dies i ha tingut relacions sexuals d'ençà que es va acabar l'últim paquet.
La píndola anticonceptiva, com els altres mètodes contraceptius hormonals, no protegeix d'infeccions de transmissió sexual ni de la sida.

## Ús
Perquè l'efecte de la píndola sigui immediat, ha de començar a ingerir-se el primer dia de la menstruació o els sis dies després d'un avortament. Començar en qualsevol altre moment significa que la píndola no serà efectiva fins després d'un mes.

## Efectes secundaris
Algunes dones experimenten canvis en els patrons de la menstruació (sagnia més lleu, irregular, absència de menstruació…), cefalees, mareigs, nàusees, dolor a les mames, canvis de pes, canvis d'humor. Augment del risc de trombosi venosa profunda, sobretot en dones fumadores.

## Avantatges
- Encara que necessita recepta mèdica, es pot deixar de prendre en qualsevol moment sense necessitat d'acudir a un metge
- No influeix en les relacions sexuals
- Ajuda a prevenir el càncer d'endometri o el càncer d'ovari
- Redueix els problemes de sagnia menstrual
- Redueix l'acne

## Inconvenients
- Ha de ser receptada per un metge
- Té efectes secundaris
- No protegeix contra malalties de transmissió sexual
- Han de ser presos cada dia, el seu oblit redueix considerablement la seva eficàcia

## Contraindicacions
Els anticonceptius orals poden influir en la coagulació, augmentant el risc de trombosi venosa profunda (TVP) i embolisme pulmonar, infart cerebral i d'infart de miocardi. Els anticonceptius orals combinats són àmpliament reconeguts per estar contraindicats en dones amb malaltia cardiovascular preexistent, en dones que tenen una tendència familiar a formar coàguls sanguinis (com el factor V de Leiden), les dones amb obesitat mòrbida i/o hipercolesterolèmia, i les fumadores majors de 35 anys.

## Mètode d'emergència
En cas d'emergència, si per exemple es trenca el preservatiu, d'un coit no protegit o que s'hagi utilitzat malament el mètode contraceptiu habitual, a més de la píndola de l'endemà hi ha altres alternatives. Una d'elles és prendre dues píndoles anticonceptives normals d'un sol cop, com més aviat millor, després de la relació sexual no protegida. Tot i que és més eficaç dintre de les primeres 24 hores, si això no és possible, es pot fer en un període de 72 hores. No té contraindicacions ni efectes secundaris.

## Píndola anticonceptiva masculina?
Des de fa més de 30 anys s'està investigant sobre la síntesi i la posterior eficàcia de l'anomenada píndola anticonceptiva masculina. Una de les píndoles en desenvolupament minimitzaria la producció d'espermatozous, mentre que un altre projecte treballa per aconseguir que aquests no siguin viables. No es coneix l'aprovació ni comercialització de cap marca de píndola anticonceptiva masculina pel que no està disponible.